# Blarina-Toxin
Blarina-Toxin, Kurzbezeichnung BLTX, ist ein tierisches Gift. Es ist bei Vertretern der Amerikanischen Kurzschwanzspitzmäuse, nach deren Gattungsnamen Blarina es benannt ist, im Speichel und in den Unterkieferspeicheldrüsen zu finden. Darüber hinaus verfügen Skorpion-Krustenechsen in den Unterlippendrüsen über ein strukturell, biochemisch und funktional nahezu identisches Gift, das als Gilatoxin bezeichnet wird. Damit zählt BLTX nicht nur zu den wenigen in Säugetieren vorkommenden Giften, sondern ist darüber hinaus aus phylogenetischer Sicht unabhängig voneinander in zwei verschiedenen Tiergruppen entstanden. Das Gift, das als Serinprotease fungiert und dem körpereigenen Enzym Kallikrein ähnelt, dient Kurzschwanzspitzmäusen zur Lähmung und Tötung von Beutetieren. Beim Menschen ruft ein Biss dieser Tiere im Allgemeinen keine schwerwiegenden Symptome hervor.

## Eigenschaften
Blarina-Toxin wurde erstmals 1942 beschrieben und im Speichel und der Unterkieferspeicheldrüse der Nördlichen Kurzschwanzspitzmaus Blarina brevicauda nachgewiesen. Die molare Masse der aus 253 Aminosäuren bestehenden aktiven Form, die aus einer Vorform aus 282 Aminosäuren gebildet wird, liegt bei 28 Kilodalton. Aus funktioneller Sicht handelt es sich um eine Serinprotease, die Kininogene in Kinine umwandelt und sich evolutionär wahrscheinlich aus der KLK1-Variante des körpereigenen Enzyms Kallikrein ableitet. Es ist unter anderem durch Aprotinin hemmbar, die proteolytische Aktivität ist essentiell für die Giftwirkung. Das pH-Optimum liegt bei 9,0.
Die strukturell, biochemisch und funktional nahezu identische und auch als Gilatoxin bezeichnete Kallikrein-artige Komponente des Gifts der Skorpion-Krustenechse (Heloderma horridum), die im Vergleich zur Form aus Blarina brevicauda eine Molekülmasse von rund 33 Kilodalton hat, besteht aus 245 Aminosäuren.

## Wirkung

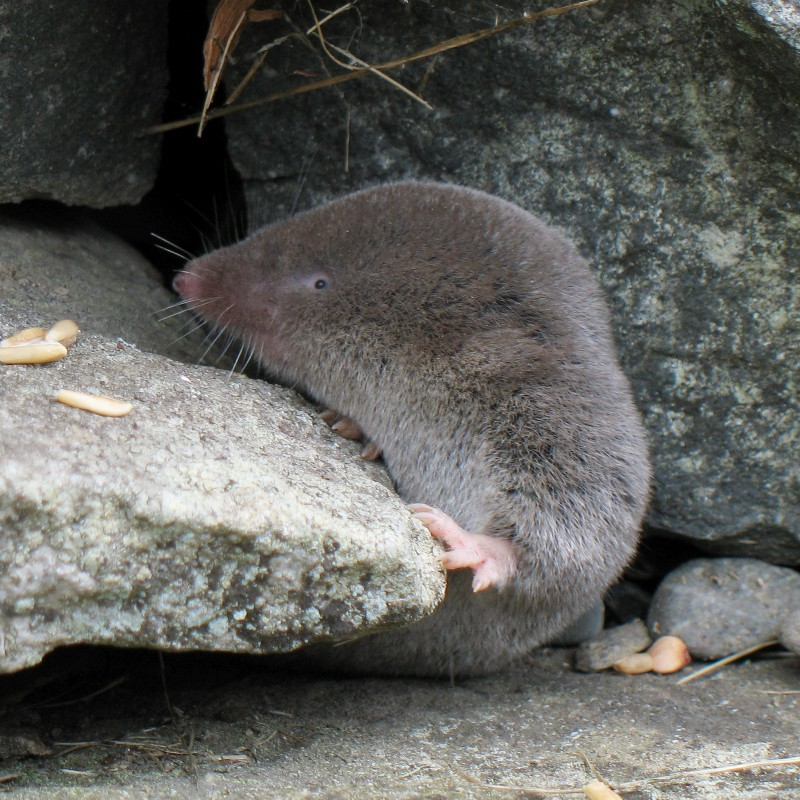
Blarina brevicauda

Die letale Dosis (LD50) von Blarina-Toxin, das vorwiegend auf das Zentralnervensystem wirkt, beträgt rund ein Milligramm pro Kilogramm Körpergewicht bei intraperitonealer Injektion in Mäusen und etwa 0,1 bis 0,2 Milligramm pro Kilogramm Körpergewicht bei intravenöser Injektion in Kaninchen. Zu den Wirkungen zählen je nach Giftmenge allgemeines Unwohlsein, brennende Schmerzen, Schwellungen und Rötungen an der Bissstelle, Störungen der Atmung, ein Abfall des Blutdrucks durch Weitstellung der Blutgefäße sowie Krämpfe und Paralyse. Der Tod tritt durch Lähmung des Atemzentrums ein. Die Toxizität des Gifts bei einem Biss ist ausreichend, um kleinere Wirbeltiere wie andere Spitzmäuse, Mäuse und Wühlmäuse, Salamander und Frösche sowie Singvögel zu töten, die zu den Beutetieren der Amerikanischen Kurzschwanzspitzmäuse zählen. In den meisten Fällen lähmt es die Beute, zu der außerdem auch Schnecken und Regenwürmer gehören. Diese überleben bis zu fünf Tage in einem komaähnlichen Zustand, wodurch sich Kurzschwanzspitzmäuse Vorräte aus unverdorbener tierischer Nahrung anlegen können. Die Wirkung eines Bisses der Kurzschwanzspitzmäuse beim Menschen beschränkt sich auf lokale Symptome an der Bissstelle und hat aus diesem Grund keine nennenswerte klinische Relevanz.
Das mit Blarina-Toxin nahezu identische Gilatoxin im Gift der Skorpion-Krustenechse hat in gereinigter Form fast die gleiche Letalität wie das vollständige Gift der Echse, in dem es nur einen Anteil von rund drei bis fünf Prozent ausmacht. Das Gift der Skorpion-Krustenechse enthält neben Gilatoxin weitere Bestandteile wie eine Phospholipase A₂, ein Analogon des Vasoaktiven intestinalen Peptids (VIP) sowie eine Hyaluronidaseaktivität, welche die Aufnahme und Verteilung des Gifts im Gewebe verstärkt. Beim Biss einer Skorpion-Krustenechse können beim Menschen, im Vergleich zum Blarina-Toxin der Kurzschwanzspitzmäuse, aufgrund der komplexeren Zusammensetzung sowie wegen der größeren Giftmenge und der direkten Abgabe des Gifts über entsprechende Zähne in die Bisswunde weitere und schwerwiegendere Symptome auftreten. Zu diesen zählen unter anderem allgemeine Schwäche, Übelkeit und Erbrechen sowie vermehrtes Schwitzen und Fieber für die Dauer von mehreren Stunden sowie in seltenen Fällen ein starker Blutdruckabfall und ein Schock. Todesfälle nach Heloderma-Bissen sind in älteren Veröffentlichungen beschrieben, jedoch wahrscheinlich auf ungünstige Umstände wie einen schlechten Allgemeinzustand der Betroffenen zurückzuführen.